# Zygmunt Schmidt
Zygmunt Schmidt (ur. 27 kwietnia 1941) – polski piłkarz, napastnik lub pomocnik.
Był długoletnim piłkarzem GKS Katowice. W jego barwach w 1965 został królem strzelców drugiej ligi (30 goli). Jako pierwszy gracz tego klubu wystąpił w seniorskiej kadrze. W reprezentacji Polski debiutował 5 stycznia 1966 w meczu z Anglią, ostatni raz zagrał w 1969. Łącznie w biało-czerwonych barwach rozegrał 13 oficjalnych spotkań. 
Jego brat Jan także wystąpił w reprezentacji Polski.